# Шкедей марак
Шкедей марак (ивр. שקדי מרק‎, буквально - миндальные орешки для супа, идиш מאנדעלאך‎ (манделах), нем. Suppen-Mandeln, англ. Soup mandels) – название израильского блюда, наподобие гренок, которое используется для придания супам особого вкуса и текстуры.

## Форма и состав
Традиционно шкедей марак продаются в Израиле компанией «Осем» и имеют форму квадратиков небольшого размера. Выпускаются шкедей марак жёлтого цвета в виде квадратиков размером приблизительно 0,5 см на 0,5 см и в виде прямоугольников размером приблизительно  1 см на 0,5 см. Конкурирующие компании, вышедшие на израильский рынок, стали выпускать шкедей марак, имеющие форму рыбок и другие формы, а также различных цветов (зеленых и оранжевых) и различных вкусов (лук и прочее). По данным одной из компаний, в упаковке по 400 г содержится около 7000 шкедей марак.
Шкедей марак изготавливаются из пшеничной муки с добавлением пищевого масла, а также соли и специй. В прошлом в тесто добавляли также жёлтый пищевой краситель, тартразин, но оттого что выяснился вред этого вещества для здоровья, его более не добавляют. В целях соблюдения кашрута во время праздника Песах, когда употребление продуктов из пшеничной муки запрещено, изготавливаются шкедей марак из картофельной муки в виде колечек.

## История и производители
В прошлом было принято готовить шкедей марак дома. Шкедей марак домашнего изготовления назывались на идиш «манделах» и представляли собой поджаренные хрустящие кусочки теста достаточно крупного размера, которые подавались с куриным супом в семьях ашкеназских евреев. Имелись также домашние рецепты изготовления шкедей марак на Песах из мацовой муки. Коммерческое производство шкедей марак  было начато в Израиле в 1952 году компанией «Осем», первоначально производившей макаронные изделия. Компания попыталась разработать новый продукт, который можно будет употреблять вместе  с супом. Первые партии продукта назывались «яичные миндальные орешки», были похожи на «манделах» домашнего изготовления, и предназначались для добавления как в супы, так и в холодные напитки. Со временем, принимая во внимание вкусы потребителей, размер «орешков» был уменьшен, их вкус изменился и стал солоноватым, а поскольку они стали предназначатья только для супов, изменилось и название на «миндальные орешки для супа». Это название прижилось и стало общим, хотя сухарики уже совсем не были похожи формой на миндальные орехи.
Компания «Осем» на протяжении многих лет была эксклюзивным производителем шкедей марак, но через некоторое время этот продукт начали производить и другие пищевые компаини(«Кнор», «Вита», «Мана» и прочие). Шкедей марак сегодня продаются не только в Израиле, но и за пределами страны.